# Arnaud Séka
Sylvestre Arnaud Séka (* 30. Oktober 1985 in Abomey) ist ein ehemaliger Fußballspieler aus Benin in Westafrika.

## Karriere

### Verein
Sèka begann seine Karriere mit FC Yovoje Voudrai. Im Frühjahr 2005 wechselte er zu AS Tonnerre d'Abomey und wurde in der Saison 2007 erstmals Meister mit dem Verein in der Championnat National du Bénin. Der Verein gewann in derselben Saison den Pokal und verteidigte eine Saison später seinen Titel. Am 1. Januar 2016 wechselte er zu Ligakonkurrent Energie Sport FC, kehrte aber nach nur einem Jahr zu Tonnerre d’Abomey FC zu. Im Sommer 2018 wechselte er erneut innerhalb der Liga und schloss sich Aziza FC, welche damals noch unter dem Namen UPI-ONM FC spielten. Im Sommer 2020 kehrte er erneut zu Tonnerre d’Abomey FC zurück und beendete im Sommer 2022 seine Karriere.

### Nationalmannschaft
Er gab 2010 sein Debüt für die Nationalmannschaft des Benins und nahm am African Cup of Nations 2010.

## Privates
Sein ein Jahr älterer Cousin Noël Séka ist ehemaliger Profi in Dänemark, Frankreich und Oman.